# Mac OS X v10.4
-
Mac OS X versiunea 10.4 este lansat public pe 29 aprilie 2005 la prețul de 129.95 $.

## Cerințe de sistem
- Procesor PowerPC G3,G4 sau G5 minim de 333 MHz[1]
- FireWire încorporat
- Minim 256 MB RAM
- Minim 3 GB spațiu pe HDD
- DVD-ROM drive

## Istoric versiuni
- Mac OS X 10.4.0 lansat pe 29 aprilie 2005
- Mac OS X 10.4.1 lansat pe 16 mai 2005
- Mac OS X 10.4.2 lansat pe 12 iulie 2005
- Mac OS X 10.4.3 lansat pe 31 octombrie 2005
- Mac OS X 10.4.4 lansat pe 10 ianuarie 2006
- Mac OS X 10.4.5 lansat pe 14 februarie 2006
- Mac OS X 10.4.6 lansat pe 3 aprilie 2006
- Mac OS X 10.4.7 lansat pe 27 iunie 2006
- Mac OS X 10.4.8 lansat pe 29 septembrie 2006
- Mac OS X 10.4.9 lansat pe 13 martie 2007
- Mac OS X 10.4.10 lansat pe 20 iunie 2007
- Mac OS X 10.4.11 lansat pe 14 noiembrie 2007